# Tomoko Sonoda
Tomoko Sonoda (1983) es una deportista japonesa que compitió en triatlón. Ganó dos medallas en el Campeonato Asiático de Triatlón, oro en 2009 y plata en 2011.

## Palmarés internacional
| Campeonato Asiático | Campeonato Asiático     | Campeonato Asiático | Campeonato Asiático |
| Año                 | Lugar                   | Medalla             | Prueba              |
| ------------------- | ----------------------- | ------------------- | ------------------- |
| 2009                | Incheon (Corea del Sur) | Medalla de oro      | Individual          |
| 2011                | Yilan (Taiwán)          | Medalla de plata    | Individual          |